# Caballo de palo

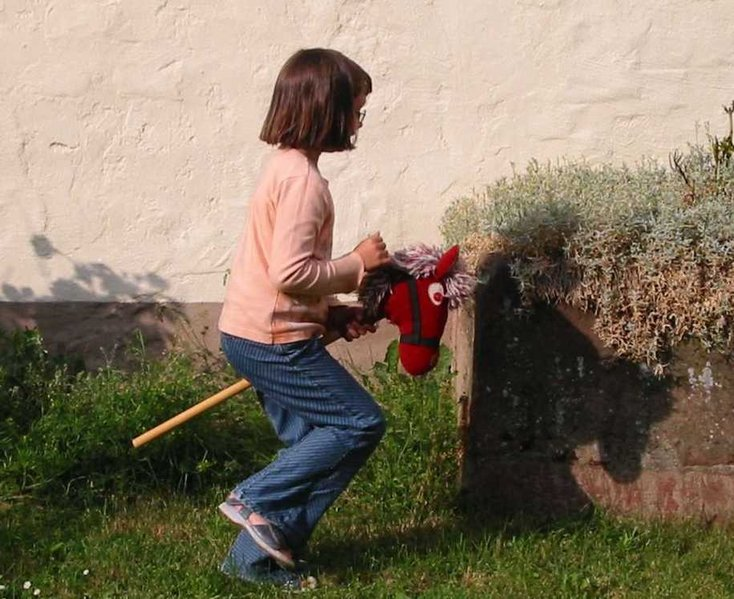
Niña con un caballo de palo

Un caballo de palo (también conocido como cabeza de caballo de cartón) es un juguete especialmente popular en las épocas anteriores a la aparición de los automóviles.

## Juguete
Los niños jugaban a montar un caballo construido con un palo recto de madera al que se le unía una pequeña figura representando la cabeza de un caballo (de madera, de cartón o de un tejido prensado). En ocasiones se le añadían unas riendas. En el extremo inferior del palo a veces se colocaba una rueda pequeña.

## Folclore

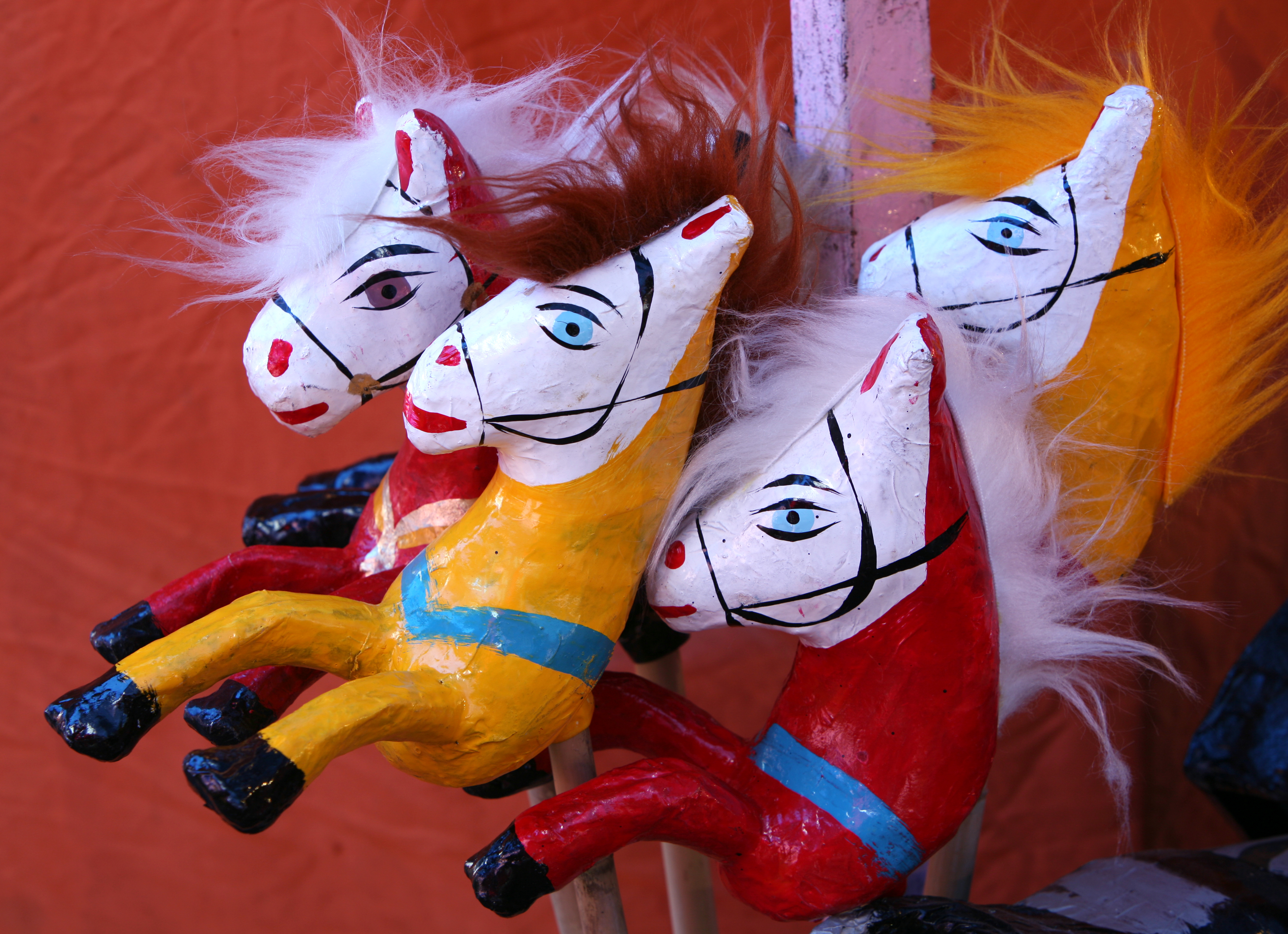
Caballos de palo mexicanos de pasta de papel

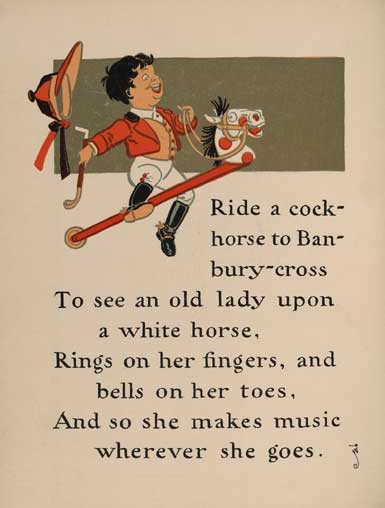
William Wallace Denslow. Ilustración para una variante de "Ride a cock horse", (Montar un caballo de palo), de una edición de 1901 de "Madre Ganso".

Este tipo de caballos se utilizan en los ritos folclóricos de adoración de la deidad Baba Ramdevji en el Rayastán. En una referencia a una historia sobre su niñez, se ofrendan caballos de juguete de madera en su templo en Ramdevra. También aparecen representados en los celebraciones de Călușari (Rumanía). Modelos más grandes se utilizan en algunas celebraciones tradicionales (como las máscaras rumanas y la danza Morris en Inglaterra). Su tamaño puede variar entre el de un traje para una persona, y el de grandes bastidores porteados por nueve personas.

## En el arte

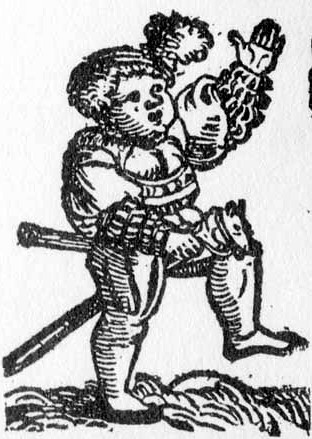
Ilustración de Dryander. Der Arzney gemeiner Inhalt. Grabado sobre madera (1542)
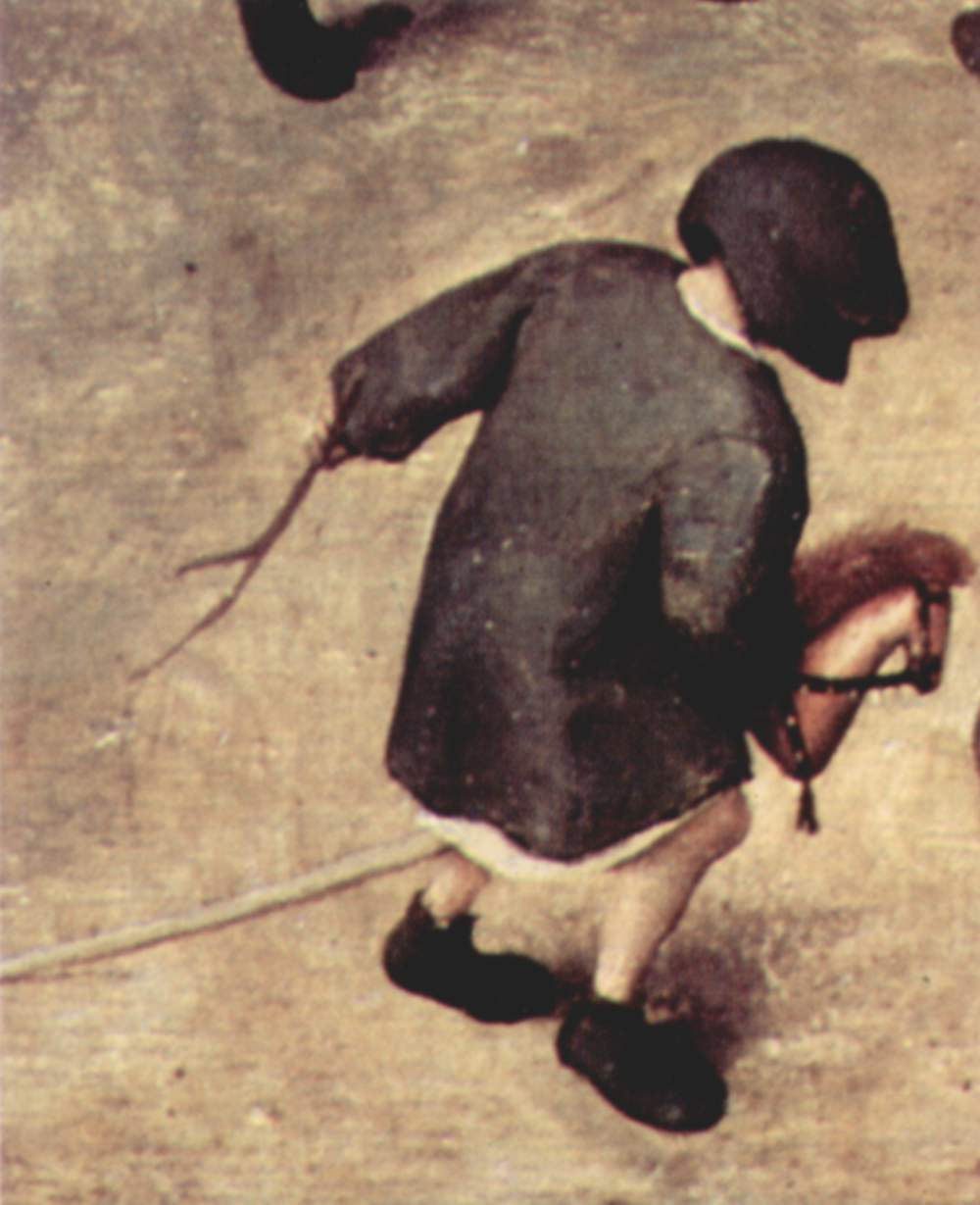
Detalle de los juegos de los niños, de Pieter Brueghel el Viejo (1560)
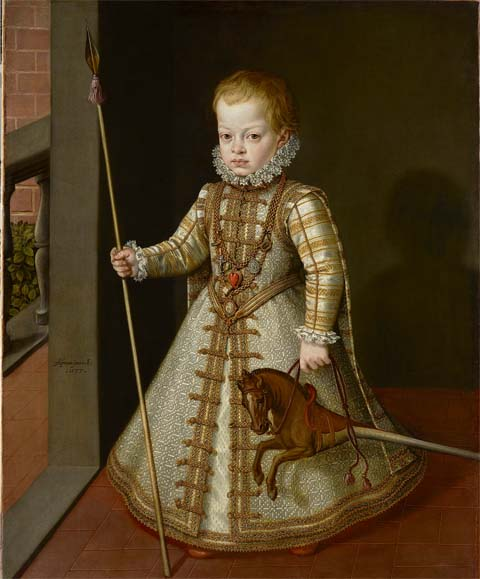
Retrato del niño Don Diego, por Claudio Coello (1577)
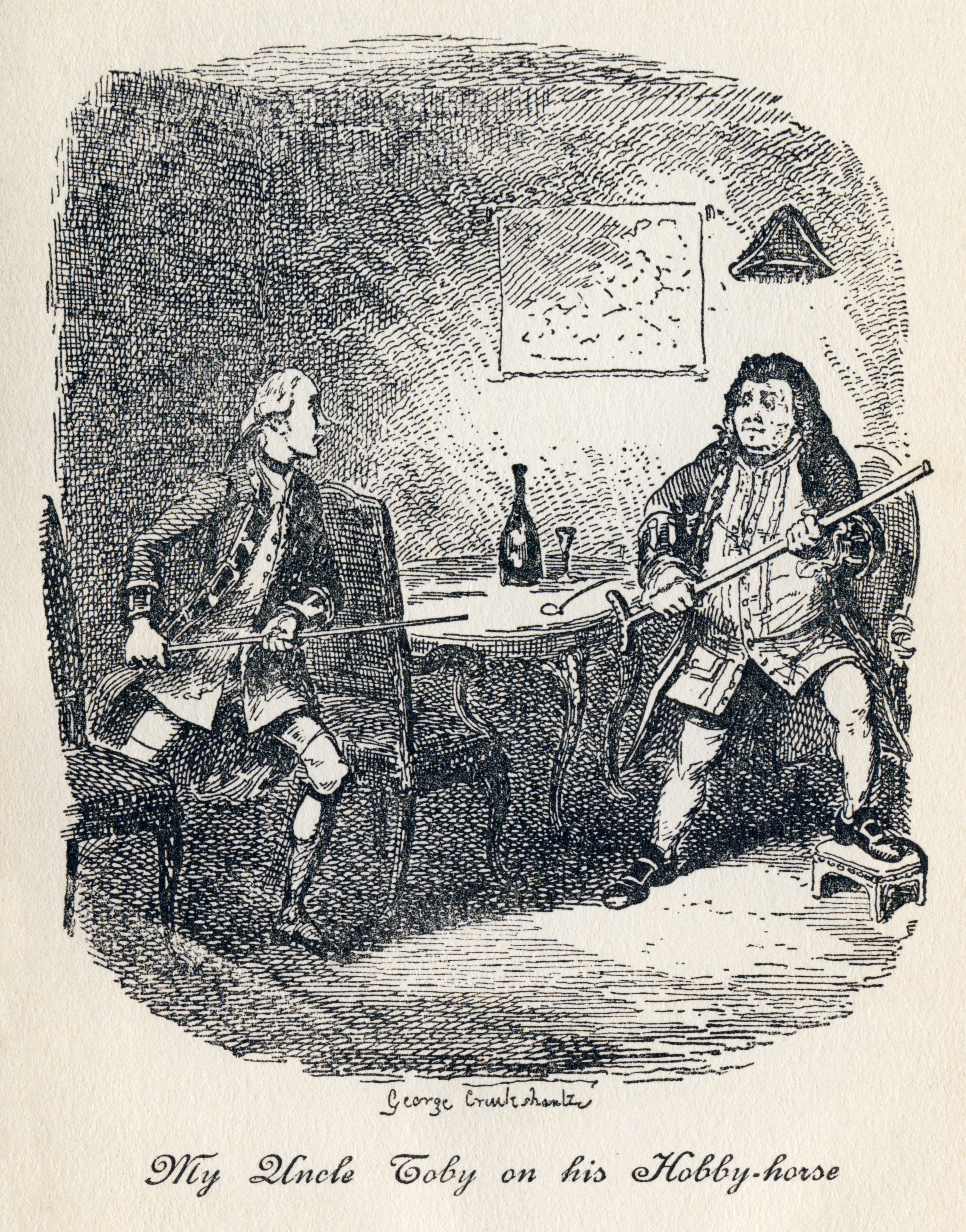
Ilustración de George Cruikshank

## En la cultura popular
Este juguete aparece mencionado en una canción infantil inglesa, titulada "Ride a cock horse to Banbury Cross".

## Actividades con caballos de palo

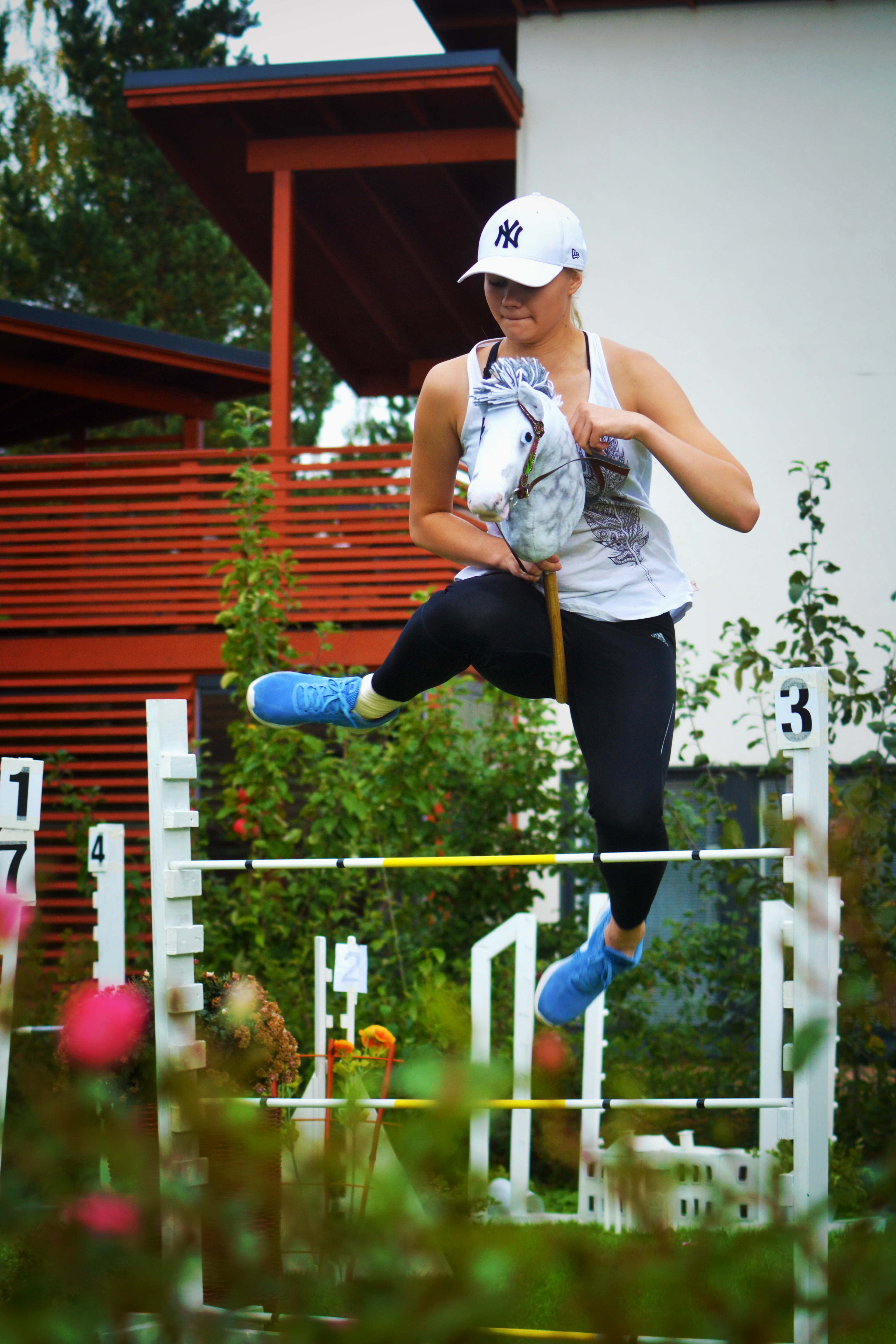
Saltando con un caballo de palo.

Hoy en día los caballos de palo no son solo montados por los niños, también son utilizados por adolescentes y adultos en algunos países. Son populares en el Norte de Europa, especialmente en Finlandia. Los caballos utilizados suelen ser piezas artísticas realistas hechas completamente a mano. También se compite con caballos de palo en las mismas disciplinas que los caballos reales, como la doma y los saltos.

## Otros significados
Un caballo de palo no siempre es un juguete infantil. Del término inglés "hobby horse" procede el sentido moderno de la palabra hobby, utilizada como sinónimo de un pasatiempo o afición.
En "Vida y opiniones del caballero Tristram Shandy", las obsesiones particulares (denominadas "hobby horses", caballos de juguete en inglés), son tratadas en detalle. 
El término también está relacionado con la dresina, un antecesor de la bicicleta inventado por el Barón Karl Drais. En 1818, un fabricante de carruajes de Londres llamado Denis Johnson empezó a producir una versión mejorada, popularmente conocida como "hobby-horse" (caballo de palo).
El movimiento artístico Dadaísta, posiblemente recibió su nombre a partir de una palabra infantil francesa para designar al caballo de palo.